# Sénons
 (février 2012).
Si vous disposez d'ouvrages ou d'articles de référence ou si vous connaissez des sites web de qualité traitant du thème abordé ici, merci de compléter l'article en donnant les références utiles à sa vérifiabilité et en les liant à la section « Notes et références ».

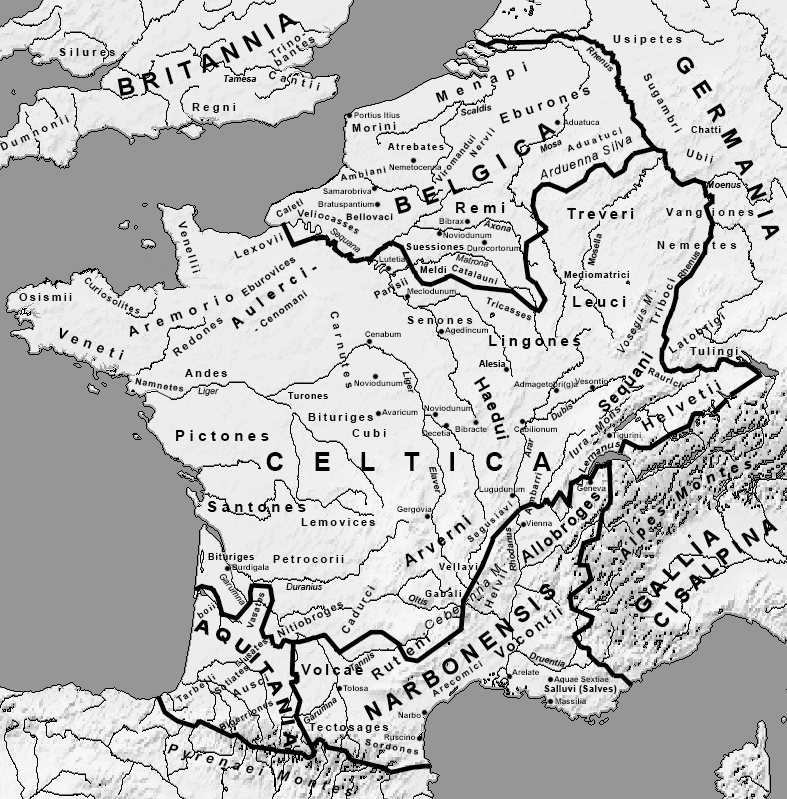
Provinces romaines et les peuples proto-basques, celtes et germanique à la fin du

Les Sénons (en latin Senones) sont un peuple gaulois qui occupait un territoire situé dans le centre-est de la Gaule transalpine (actuels départements de l'Yonne et de la Seine-et-Marne), mais qui était aussi présent en Gaule cisalpine, à la suite de l'invasion par des Celtes de l'Italie, épisode marqué par le sac de Rome en 390 avant notre ère. 
Ils passent sous la domination de Rome dès le deuxième siècle avant notre ère pour les Sénons d'Italie, au premier pour ceux de Gaule transalpine, conquise par Jules César de -58 à -51. Durant le Haut-Empire romain, la cité des Sénons fait partie de la province de Gaule lyonnaise, puis, à partir du Bas-Empire, de la province de Lyonnaise quatrième (Lugdunensis Quarta), dont leur capitale, Agedincum (Sens), devient le chef-lieu.
Leur nom se retrouve dans ceux de la ville de Sens, le nom gallo-romain ayant été abandonné à la fin de l'Antiquité, et du pays du Sénonais, ainsi que dans celui de la ville italienne de Senigallia (province d'Ancône, région des Marches). 

## Étymologie
« Senon- » vient du mot gaulois senos (« ancien »), qui a donné sen en brittonique (hen en breton moderne) avec le même sens. Se nommer Senones (« les Anciens ») était une façon d'affirmer une antériorité[réf. nécessaire], de même que les Rèmes s'appelaient « les Premiers ». Le suffixe -on se retrouve dans le nom de quelques autres peuples gaulois (Santones, Ceutrones, Turones, etc.)[réf. nécessaire]

## Les Sénons de Gaule transalpine

### Territoire
Leur territoire recouvrait partiellement plusieurs départements actuels. À l'époque romaine, il s'étendait essentiellement sur l’Yonne, et la moitié sud de la Seine-et-Marne. Il couvrait également une partie du Loiret, de l’Essonne, de la Marne et de l’Aube.
Pour la période gauloise, ce territoire comptait aussi la partie ouest de la Civitas des Tricasses. Les Parisii ont pu également être initialement un pagus des Sénons avant de prendre leur indépendance. Enfin, au IIIe siècle de notre ère, le sud du territoire sénon est érigé en cité indépendante, la Civitas Autessiodurum.

### Frontières et peuples limitrophes
- Au sud, les collines de Puisaye les séparent des Aulerques Brannovices. D'après cette limite, Auxerre (Autessiodurum) était encore en territoire sénon.
- Au sud-ouest, la Loire les sépare des Bituriges Cubes.
- Au nord, la forêt de Sénart les sépare des Parisii et des Meldes.
- La forêt d'Orléans les sépare des Carnutes à l'ouest.
- La forêt d'Othe les sépare des Lingons à l'est.
- Au nord-est ils ont pour voisins les Tricasses à partir du début du Principat (dont la moitié ouest du territoire sera repris sur une partie du leur).

### Places fortes (oppida)
Les principaux oppida de ce peuple sont :
- Agedincum : Sens
- Vellaunodunum[2] : Château-Landon
- Metlosédum : Melun, oppidum situé sur une île de la Seine[3]
- Eburobriga (« Camp de Barcena ») : Mont-Avrollot[4]

### Relations politiques avec d'autres peuples gaulois
D'après César, le peuple des Parisii était client (au sens romain, c'est-à-dire vassal) des Sénons.
Ils sont souvent associés dans leurs luttes avec les Carnutes[réf. nécessaire]. 
Selon César ils étaient « un des peuples gaulois les plus puissants et qui jouit parmi les autres d'une grande autorité ».

### Histoire

#### Période de la guerre des Gaules (-58/-52)
Après des années de lutte contre Rome, ils sont vaincus en -280 sur les rives du lac Vadimon en Italie du Nord et comme les autres peuples gaulois défaits au cours de la Conquête des gaules par César.
D'abord alliés à César, ils bannissent Cavarinos, que César avait installé sur le trône, puis organisent une coalition en -53.
En -52, conduits par le chef aulerque Camulogène, ils combattirent Labiénus le lieutenant de César lors de la bataille de Lutèce. Ils auraient fourni 12 000 hommes à l'armée de secours d'Alésia. 

Leur chef Drappès poursuit la lutte en -51 et mène une dernière bataille à proximité de l'oppidum cadurque d'Uxellodunum contre les troupes des lieutenants Fabius et Ribelus.

#### Après la conquête romaine
- province de Lyonnaise, puis de Lyonnaise quatrième
- christianisation
- évêques, puis archevêques  de Sens

Ils sont intégrés avec les Carnutes, les Parisii, les Meldes et les Tricasses dans la province de Lyonnaise IV aussi appelé Sénonaise (Senonensis).

### Monnayage
Les Sénons ont émis des monnaies de plusieurs sortes: statères et quarts de statère en or ou électrum, deniers en argent, bronze et potin. Leur territoire comportant des bords de Seine, certaines monnaies ont une attribution incertaine : Rèmes/Sénons, Leuques/Sénons, Tricasses/Sénons, etc. Voir Monnaie gauloise.
Statère globulaire à la croix (LT.)
anépigraphe. Sur l'avers, une croix.
Au revers, lisse.

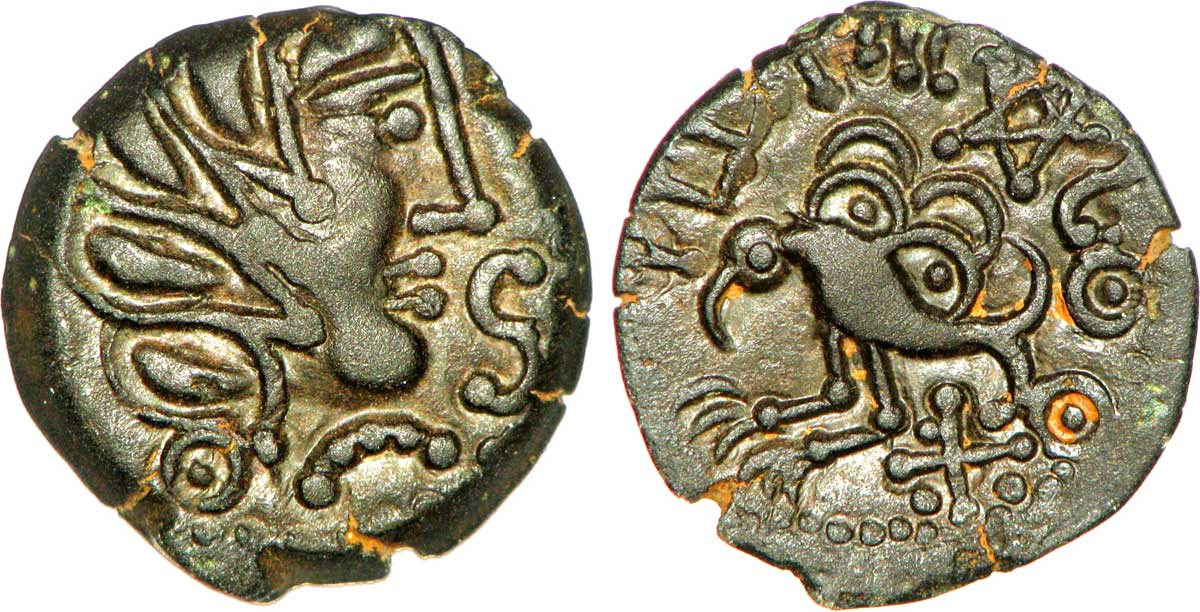
Bronze à l'oiseau frappé par les Sénons, c. avant 52 AC.

Bronzes à l'oiseau classe II, SIINV (DT 2633)
Il existe des dizaines de variantes de bronzes à l'oiseau. Celui ci-contre montre : 

Avers anépigraphe : tête de profil à droite, les cheveux divisés en grosses mèches stylisées triangulaires, ramenées en arrière, avec des mèches aux pointes bouletées à l’intérieur sur la joue ; S devant le nez et la bouche ; torque bouleté sous le menton. À droite, il y aurait un petit croissant ouvert.

Revers (SIINV) : oiseau (aigle, corbeau, corneille ?) de profil à gauche à queue d'aronde, surmonté d'ailes formées par des demi-cercles pointés. légende SIINV (Sénons), un pentagramme bouleté et une S, et deux annelets centrés derrière la queue de l’oiseau, pointés dans le prolongement du plumage de la queue ; une croisette aux extrémités bouletées accostée de quatre globules sous la queue ; un globule sous le bec de l’oiseau.
Potin à la tête casquée, au bouquetin et à la rosace (LT.8124)
Le potin ci-contre, anépigraphe, montre : 

Avers : tête de profil à gauche. 

Revers : animal fantastique bifide de type licorne, trois globules en crinière, 5 globules forment une rosace sous les membres inférieurs. Il existe des variantes ou des potins avec différents nombres de globules.

## Les Sénons de Gaule cisalpine
Sous la conduite de Brennos, ils écrasent les légions romaines sur les bords de l'Allia le 18 juillet 390 av. J.-C. et prennent Rome trois jours plus tard. Après avoir dévasté Rome, une partie des Sénons de Gaule s'installa durablement dans la marche d'Ancône (Italie) au IVe siècle av. J.-C.
On a retrouvé une de leurs nécropoles dans le village de Santa Paolina (Filottrano). La nécropole de 30 tombes contenait les restes de guerriers et de femmes. Les tombes des hommes ont livré l'armement des guerriers Sénons, notamment des cimiers — dont les romains étaient dépourvus. Toutes les tombes ont livré un service individuel de vaisselle en métal d'inspiration grecque et étrusque comparable à la vaisselle des tombes de Vix ou de Lavau : cratère pour le mélange de vin et d'eau, pichets, coupes, gobelets, etc.
Outre ce complexe funéraire, on a mis au jour à la fin du XIXe siècle, deux autres nécropoles outre-alpines attribuables à la civitas des sénons. Les nécropoles de Piobbico et San Ginesio, également localisées dans la province italienne des Marches, confirment l'implantation des Sénons dans l'ancienne région du Picenum. Toutefois, ces deux dernières ont des tailles plus modestes que la nécropole de Filottrano/Santa Paolina, indiquant ainsi une probable centralisation de pouvoir non loin de ce site.
Une partie des Sénons (Senoni ou Semnones est également le nom d'une nation des Suèves), dirigée par Brennos, avait immigré en Italie au IVe siècle av. J.-C., et se trouva en conflit avec la cité étrusque de Clusium – aujourd'hui Chiusi — ainsi qu'avec Rome, qu'ils saccagèrent avant de se fixer à Senigallia et sur un territoire qui allait de Forlì à Ancone. Plusieurs nécropoles sénones ont livré de riches tombes, à Filottrano ou Montefortino d'Arcevia par exemple, qui attestent la rapide acculturation de cette population celtique.

Les peuples celtiques de Gaule cisalpine au début du IVe siècle av. J.-C.
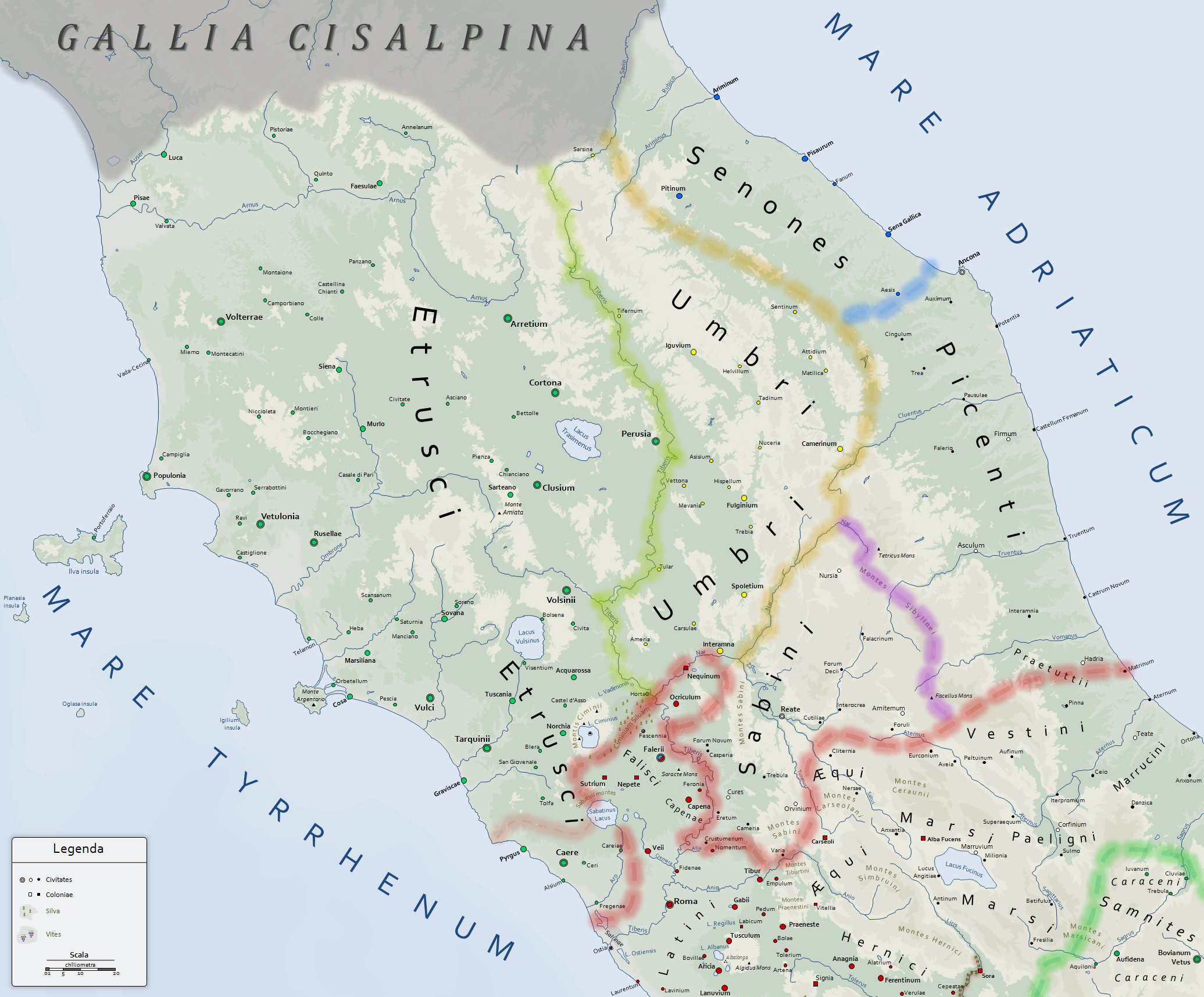
Les peuples du nord de l'Italie au tout début du IIIe siècle av. J.-C.

## Personnalités du peuple des Sénons
- Brennos : chef des Gaulois qui pillent Rome pendant le sac de Rome de 390 av. J.-C. ; célèbre en raison de la formule (rapportée en latin par les auteurs romains) Vae victis (« Malheur aux vaincus ») qu'il aurait prononcée après le sac ;
- Acco : rendu responsable de la révolte des Sénons en 53 av. J.-C., il est mis à mort par César[13] ; cette condamnation est l'une des causes de la grande révolte de 52 av. J.-C. dirigée par Vercingétorix ;
- Drappès, figure de proue de la révolte de 51 av. J.-C. aux côtés du Cadurque Lucterios ; fait prisonnier, il cesse de s'alimenter[14] ;
- Moritasgos, roi des Sénons au Ier siècle av. J.-C. ;
- Cavarinos, roi des Sénons au Ier siècle av. J.-C., frère et successeur du précédent.

### Sources antiques
- Jules César, De Bello Gallico (« Commentaires sur la guerre des Gaules »)